# Rohde & Schwarz Messgerätebau
Die Rohde & Schwarz Messgerätebau GmbH (Abkürzung: R&S MB) ist ein Tochterunternehmen des international tätigen Elektronikkonzerns Rohde & Schwarz. Der Standort Memmingen ist das größte Fertigungswerk des Konzerns und ist nach den Qualitätsmanagementnormen der Internationalen Organisation für Normung (ISO 9000ff), der NATO (AQAP 2110) und der Europäischen Agentur für Flugsicherheit (EASA Luftfahrtzulassungen) zertifiziert. Auf 57.000 m² Fläche fertigen 1.800 Mitarbeiter einen großen Teil der Produkte des Konzerns. Rohde & Schwarz Messgerätebau ist der größte private Arbeitgeber im Raum Memmingen.
Zusätzlich zu der Fertigung von eigenen Produkten bietet das Werk Memmingen Kunden Fertigungsdienstleistungen bei der Elektronikproduktion an.
Neben der Produktion gibt es Planungs-, Konstruktions- und Entwicklungsabteilungen, zur Unterstützung des Produktions-Anlaufs, Optimierung von Fertigungsabläufen und Erstellung von automatischen Prüfsystemen.
Es gibt außerdem eine Servicestelle, die Dienstleistungen an Messgeräten für deutsche und internationale Kunden durchführt. Zudem gibt es ein vom Deutschen Kalibrierdienst (DKD) akkreditiertes Kalibrierlabor, das die in der Produktion verwendeten Messmittel und Geräte von Kunden kalibriert und justiert.

## Geschichte
Die Gesellschaft wurde 1941 gegründet und war für kurze Zeit in Kempten angesiedelt. Die Produktion in Memmingen wurde im Jahr 1944 aufgenommen. Die Fertigung befand sich in der Augsburger Straße in angemieteten Räumen im Gebäude der ehemaligen Strickwarenfabrik Günzburger. Diese Produktionsstätte ist heute nicht mehr vorhanden, sondern wurde durch ein Wohngebäude ersetzt.
1960 erfolgte eine Ausweitung der Produktion und der Einzug in die gekauften Gebäude der ehemaligen Zigarettenfabrik Kosmos an der Riedbachstrasse, wo sich das Unternehmen noch heute befindet.
Im Jahr 1988 wurde eine neue Halle für Baugruppenfertigung eröffnet, die Factory of the Future genannt wurde und das modernste Werk Europas für Elektronikfertigung war. Neben neuesten Bestückungsmaschinen und Lötanlagen, war das Besondere der Materialfluss. Aus einem zentralen Lager wurden die benötigten Komponenten automatisch an die Arbeitsplätze der Mitarbeiter transportiert. Durch laufende Investitionen ist die Fertigung nach wie vor auf dem aktuellen Stand der Technik.
Durch den Boom im Mobilfunkbereich wurde die Fertigung im Jahr 2000 abermals erweitert. Im zusätzlichen Teil des Werkes werden Produkte aus den Bereichen Messtechnik und Rundfunktechnik hergestellt. Im Anschluss an die Erweiterung des Produktionsbereichs wurde im Jahr 2001 ein neues Betriebsrestaurant eröffnet, in dem 750 Mittagessen ausgegeben werden können.
2005 wurde die Fertigungskapazitäten im Bereich Funkkommunikation, Überwachungs- und Ortungstechnik erweitert und ein großes Logistikzentrum eröffnet, von dem aus die Kunden direkt beliefert werden.
Zu Ehren der Unternehmensgründer Lothar Rohde und Hermann Schwarz benannte die Stadt Memmingen 2006 die ehemalige Tabakstraße in Rohde-und-Schwarz-Straße um.

## Produktionsprozesse
- Mikroelektronikfertigung

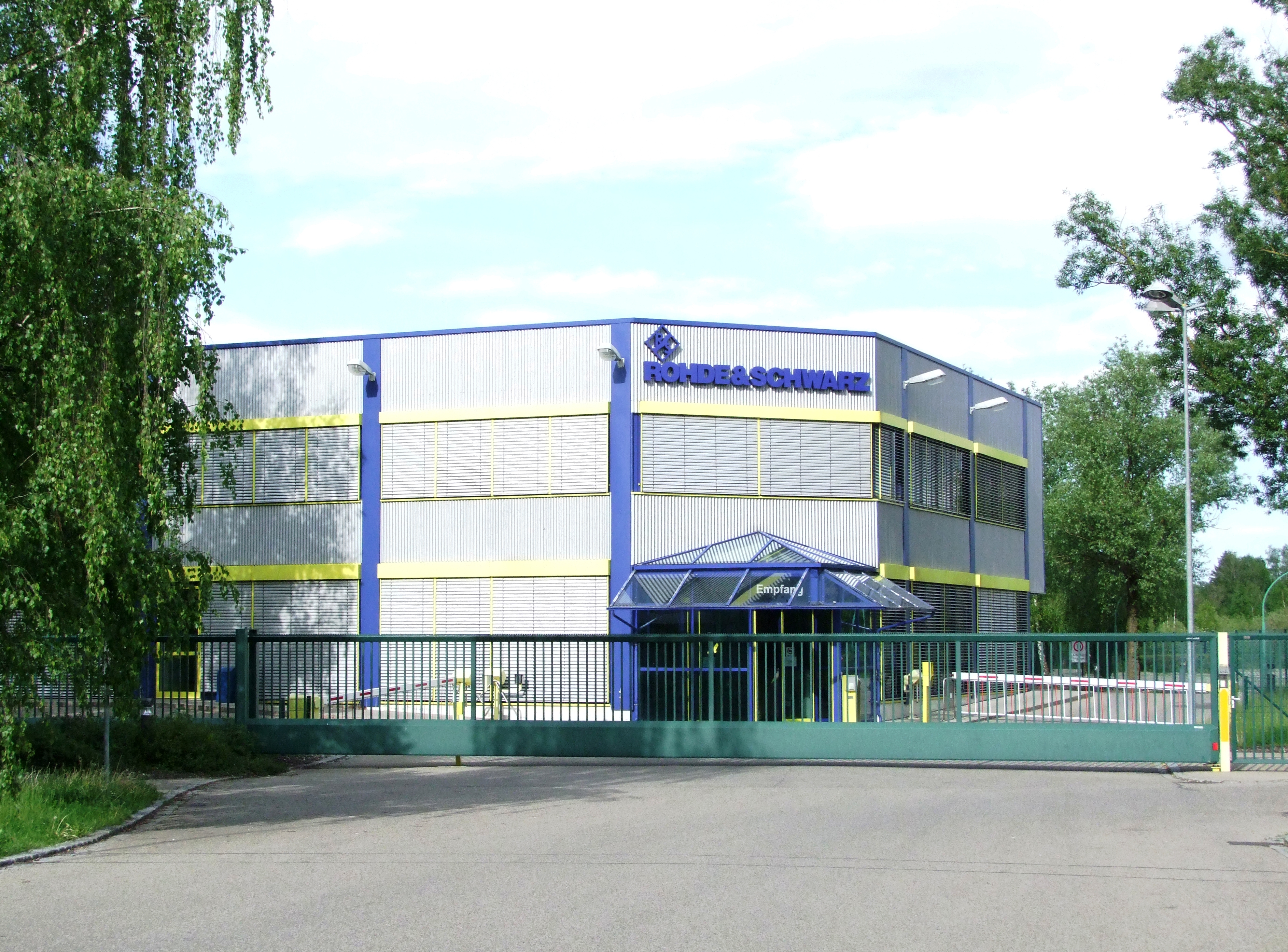
Rohde & Schwarz in Memmingen

- Vollautomatische Leiterplattenbestückung und manuelle Restbestückung
- Löten der Leiterplatten mit den Verfahren Reflow-Löten, Wellenlöten oder Tauchlöten
- Automatische optische Inspektion und Röntgeninspektion der Leiterplatten
- Abgleich der Baugruppen und elektrische Baugruppenprüfung
- Gerätemontage
- Geräteabgleich und Endprüfung der fertigen Geräte
- Verpackung und Versand

## Gefertigte Produkte
- Messtechnik: Signalgeneratoren, Signalanalysatoren, Spektrumanalysatoren, Netzwerkanalysatoren, Leistungsmesser, Prüfsysteme für Mobilfunk
- Funkkommunikationssysteme: Funkgeräte für die zivile und militärische Luftfahrt, Bündelfunksysteme, mobile und stationäre Funkgeräte für professionelle Anwender
- Rundfunktechnik: Mess- und Betriebstechnik für Rundfunk und Fernsehen
- Überwachungs- und Ortungstechnik: Funkempfänger, Funkpeiler, Funkortungsgeräte, Antennen

## Auszeichnungen
- Bayerischer Qualitätspreis, 2010
- Fabrik des Jahres, Kategorie Herausragende Kleinserienfertigung 2015